# Wypasne (Bilhorod-Dnistrowskyj)
Wypasne (ukrainisch Випасне; russisch Выпасное Wypasnoje, rumänisch Turlaki) ist ein Dorf in der Oblast Odessa im Südwesten der Ukraine mit etwa 7600 Einwohnern (2004).

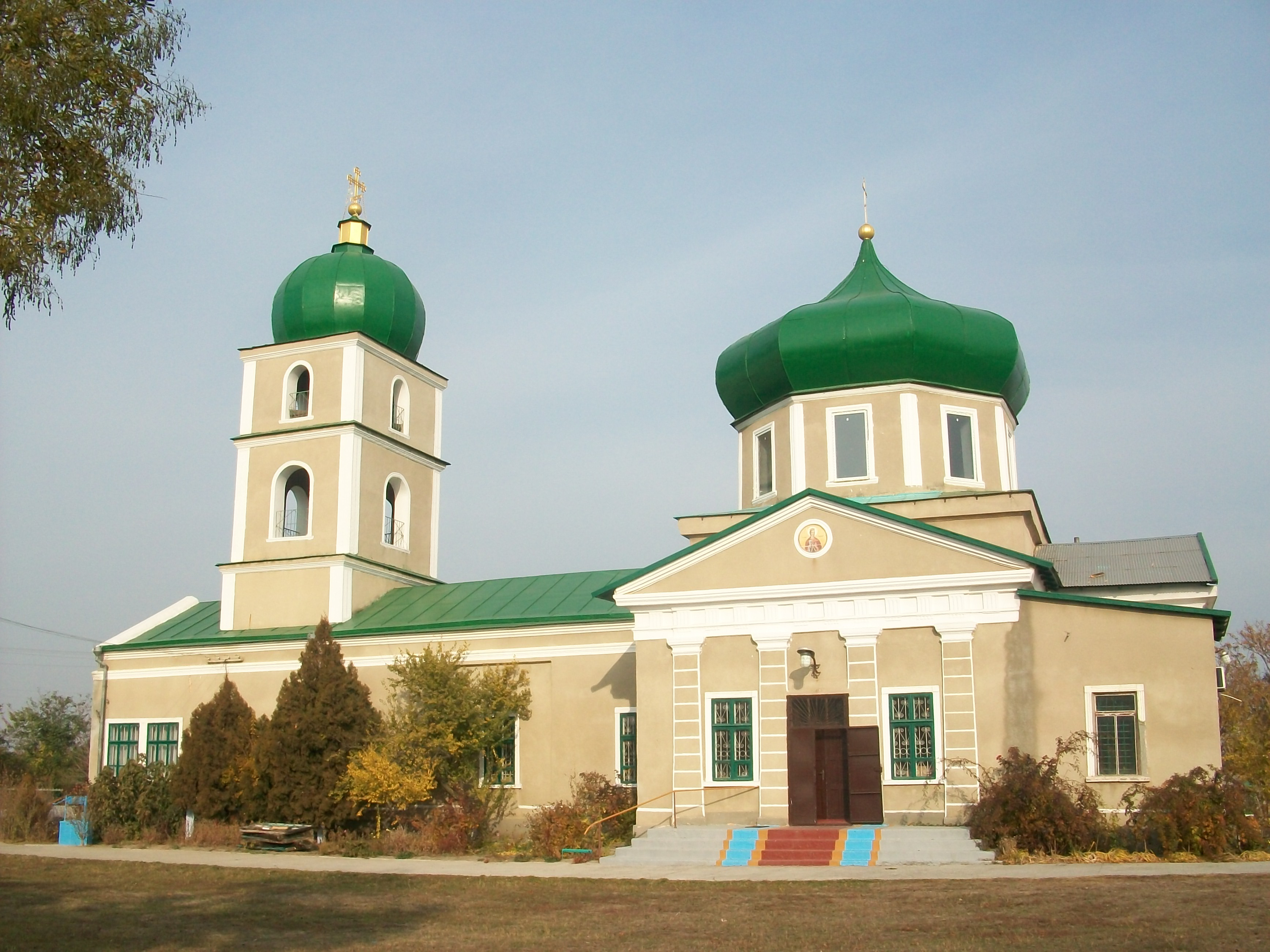
Kirche im Dorf

Das in der historischen Region Bessarabien gelegene Dorf wurde 1421 erstmals schriftlich erwähnt, als hier eine Festung errichtet wurde. Das Dorf wurde 1841 als Stadt eingestuft und seit 2020 ist es administrativer Teil der Landgemeinde Moloha (Мологівська сільська громада) im Rajon Bilhorod-Dnistrowskyj. Zuvor war es das administrative Zentrum der gleichnamigen, 92,48 km² großen Landratsgemeinde, zu der noch das am Dnister-Liman gelegene Dorf Sucholuschschja (Сухолужжя ⊙) mit etwa 1100 Einwohnern gehörte.
Wypasne grenzt im Osten an die Stadt Bilhorod-Dnistrowskyj. Durch die Ortschaft verläuft die Regionalstraße P–72.

## Persönlichkeiten
- Anatolyj Tscherednytschenko (ukrainisch Анатолий Григорьевич Чередниченко, * 1956); ukrainischer Sportler und Politiker